# アガディール航空惨事
アガディール航空惨事（あがでぃーるこうくうさんじ）は、1975年8月3日に発生した航空事故。アガディール・イニズギャン空港に着陸進入していたロイヤル・エア・モロッコのチャーター便であったボーイング707が空港手前の山地に墜落し、乗客乗員188名全員が死亡した。モロッコでは史上最悪の被害を出した航空事故であり、ボーイング707によって引き起こされた航空事故の中でも史上最悪の事故であった。

## 概要
この便はロイヤル・エア・モロッコの運用であったが、機体と乗務員はロイヤル・ヨルダン航空からチャーターしてきたものであり、実質的にロイヤル・ヨルダン航空の運航便であった。この便はフランスの首都パリにあるル・ブルジェ空港始発で、休暇を利用してモロッコに帰るためのモロッコ人労働者やその家族が多数搭乗していた。
この便はアトラス山脈を越えてアガディールに着陸する航路を取っていたが、当日航路上には濃い霧が立ち込めていた。そのような中、イニズギャン空港の滑走路29Lへ着陸するため高度8000フィートまで下降するように管制から指示されたが、機体はこの指示を無視しそれ以下の高度にまで降下した。その結果、高度2400フィート付近まで降下したところで右主翼の第4エンジンが山肌に衝突。この衝撃で右の主翼が大破して機体から外れ、コントロールを失った機体は山中に墜落した。事故発生後に救助隊が現場に入った際、機体は大きく破壊されており、0.9平方メートル以上の大きさの残骸を発見することができなかったという。この事故で乗員乗客合わせて188名全員が死亡した。後に行われた調査の結果、事故の原因は下降開始時に正しい進路を認識していなかったパイロットエラーであるとされた。